# Vireolanius melitophrys
El vireón pechicastaño (en México) (Vireolanius melitophrys), también conocido como vireón pecho castaño (en México) o follajero de pecho castaño  es una especie de ave paseriforme de la familia Vireonidae. 
Es nativo de Guatemala y México.

## Distribución y hábitat
Se distribuye desde el centro sur de México (desde San Luis Potosí al este y Jalisco al oeste) hacia el sur hasta el sur de Guatemala.
Su hábitat natural incluye bosque húmedo montano tropical y subtropical.

## Sistemática

### Descripción original
La especie V. melitophrys fue descrita por primera vez por el ornitólogo francés Charles Lucien Bonaparte en 1850 bajo el mismo nombre científico; la localidad tipo es: «Jico, cerca de Jalapa, Veracruz, México».

### Subespecies
Según la clasificación del Congreso Ornitológico Internacional (IOC) (Versión 6.2, 2016) se reconocen 3 subespecies, con su correspondiente distribución geográfica:
- Vireolanius melitophrys melitophrys Bonaparte, 1850 - interior del sur de México desde el sur de Jalisco al sur hasta el este del estado de México y desde el este de San Luis Potosí al sur hasta el oeste de Veracruz.
- Vireolanius melitophrys crossini A. R. Phillips, 1991 - suroeste de México (Michoacán, Guerrero, sur de Oaxaca).
- Vireolanius melitophrys quercinus Griscom, 1935 - sur de México (Chiapas) y sur de Guatemala (Volcán de Fuego y otras montañas).

La clasificación Clements Checklist v.2015 lista la subespecie abajo y no reconoce crossini y quercinus, incluidos en la subespecie nominal.
- Vireolanius melitophrys goldmani Nelson, 1903 - bosques de roble del centro de México.